# Stade Ressacada
Le stade Aderbal Ramos da Silva, surnommé Ressacada, est un stade brésilien, situé dans la ville de Florianópolis, capitale de l'État de Santa Catarina.
Il appartient au club de football d'Avaí. 

## Histoire
Le stade Aderbal Ramos da Silva da Ressacada porte le nom de l'ancien gouverneur l'État de Santa Catarina et supporter du club d'Avaí, Aderbal Ramos da Silva. Appelé couramment Estádio da Ressacada il est inauguré le 15 novembre 1983. Jusqu'à l'ouverture du stade, Avaí FC jouait à l' Estádio Adolfo Konder depuis 1930, il avait une capacité de 14 000 spectateurs.
L'Avaí FC et le CR Vasco da Gama de Rio de Janeiro se sont rencontrés pour le premier match dans le nouveau stade lors d'un match amical, qui a été remporté 6-1 par Vasco da Gama. Depuis ce jour, le club local Avaí FC utilise la Ressacada pour ses matchs à domicile. Le club a joué dans la première ligue brésilienne, la Série A, pendant de nombreuses années.
L' Estádio da Ressacada a une capacité de 17 800 places.